# Pimpinella saxifraga
Pimpinella saxifraga, también conocida como calafraga de hinojo, pimpinela blanca, pimpineta, quebrantapiedras o saxifraga de la tierra, es una hierba del género Pimpinella, originaria de Europa y Asia.

## Descripción
P. saxifraga es una planta herbácea perenne y hemicriptófita. Generalmente alcanza alturas de entre 40 y 60 centímetros. Las hojas se disponen en la base y se distribuyen alternativamente en el tallo. Sus flores, hermafroditas, constan de pétalos, blancos, que miden aproximadamente 1 mm de largo y son polinizadas por insectos.

## Distribución
P. saxifraga se encuentra en Europa, Asia Central, Asia Menor y el Cáucaso. Se extiende desde el sur hasta el norte de Europa, incluso llegando hasta la latitud 90°N.

## Uso medicinal
Suele ser usada como planta medicinal debido a que contiene aceites esenciales, saponinas y ácidos orgánicos. Tiene propiedades diuréticas, estípticas y estimulantes.

## Galería

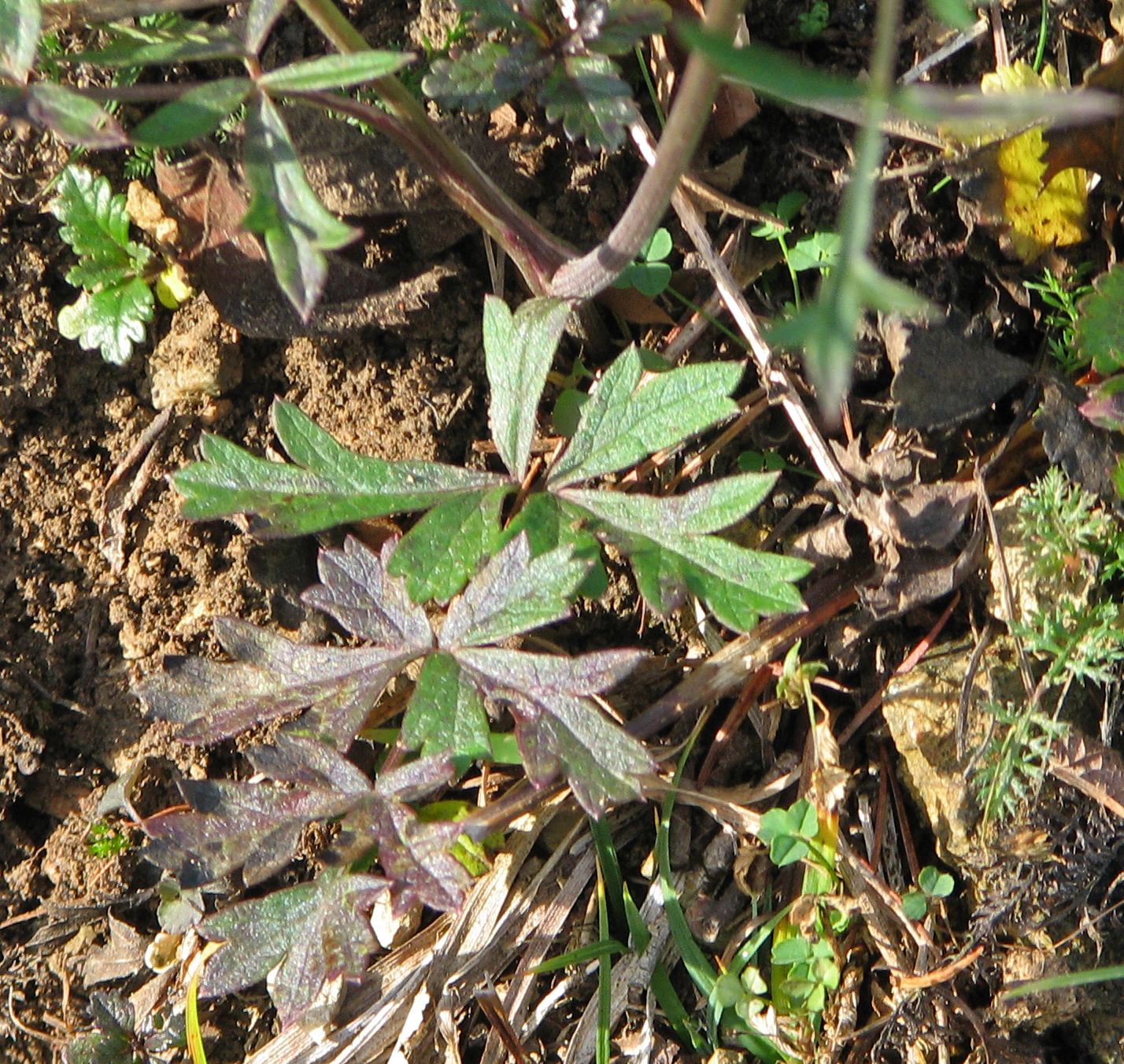
Variadas formaciones de hojas
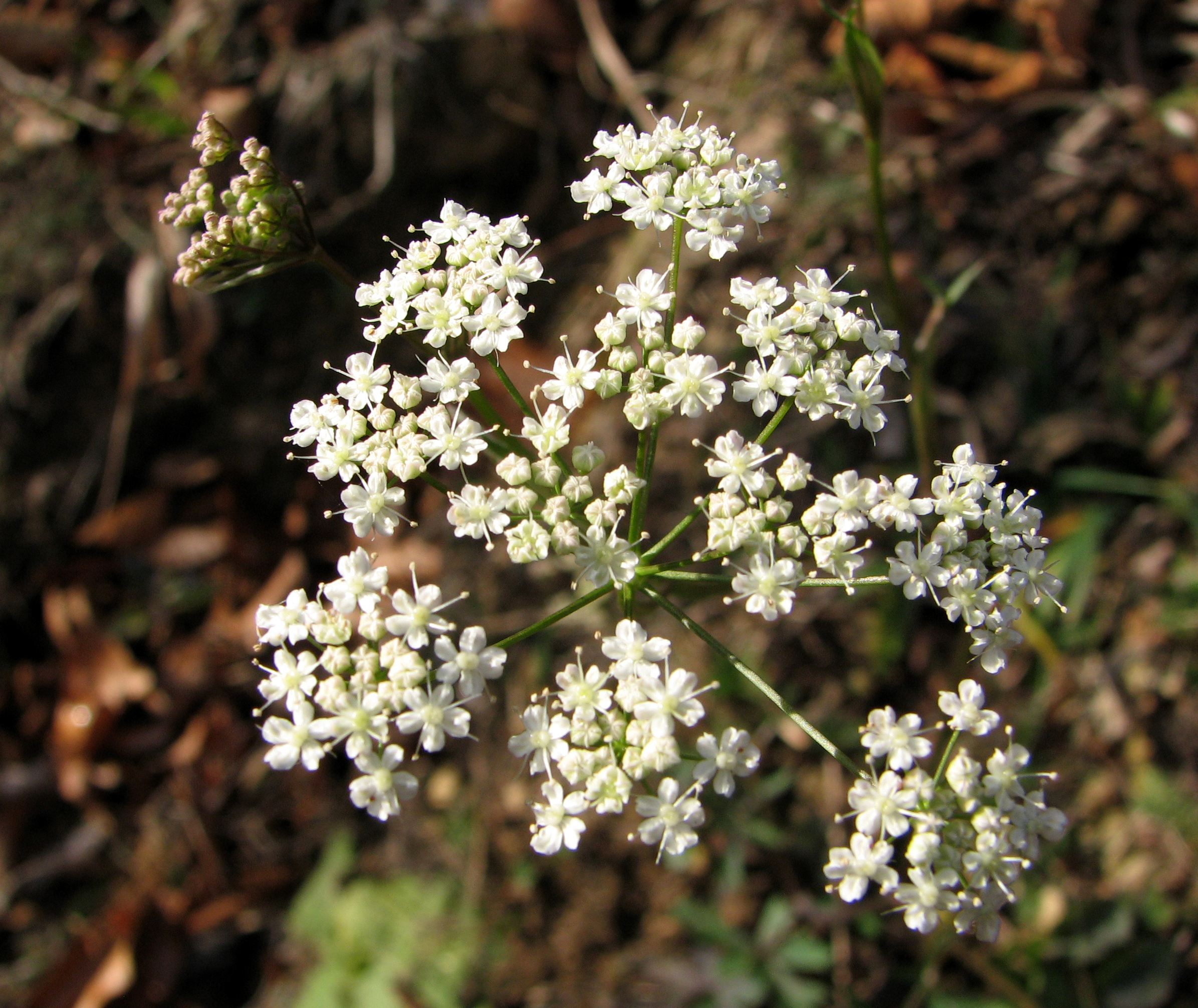
Vista vertical de la inflorescencia
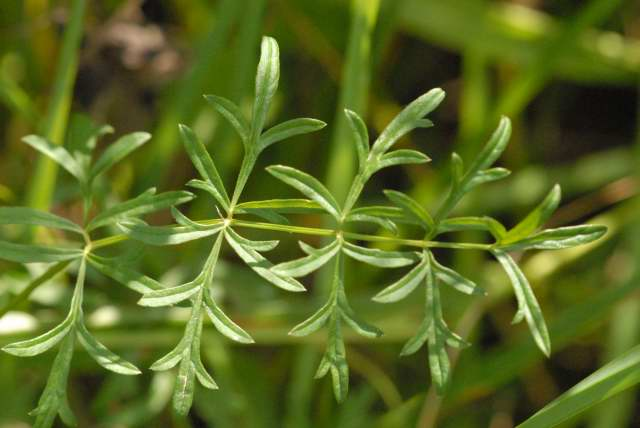
Variadas formaciones de hojas
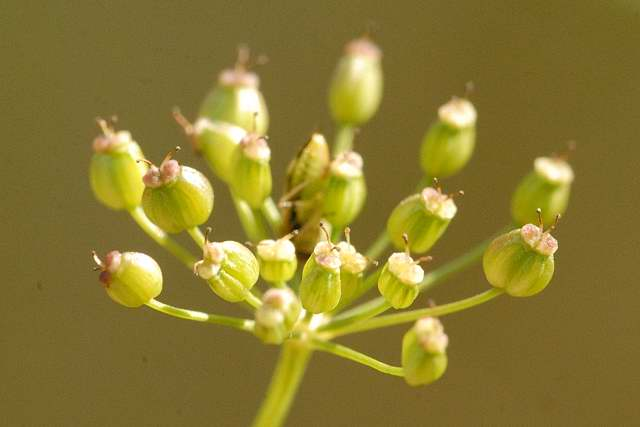
Infrutescencia de la planta